# Humberto Maschio
Humberto Dionisio Maschio Bonassi, zkráceně jen Humberto Maschio (10. února 1933, Avellaneda, Argentina – 20. srpna 2024) byl argentinsko-italský fotbalový záložník a později i trenér.
Profesionální kariéru začal v rodné Argentině v druholigovém klubu Quilmes, poté odešel do Racing Club. V roce 1957 podepsal smlouvu s italským klubem Bologna. Po dvou letech byl prodán do Atalanty. Tam si jej všiml slavný trenér Helenio Herrera, který vedl Inter. Ten jej přemluvil k přestupu do Inter. Za Nerazzurri nastupoval ze začátku v základní sestavě, ale později jej zastupoval mladičký Sandro Mazzola. I tak mohl na konci sezony 1962/63 slavit titul. Následující sezonu již hrál za Fiorentina, kde zůstal tři roky. Za tu dobu vyhrál Italský pohár 1965/66 a Středoevropský pohár 1966. V roce 1966 se vrátil do Argentina|Argentiny kde hrál za Racing Club. Zde vyhrál ligu, Pohár osvoboditelů 1967 i Interkontinentální pohár 1967. Fotbalovou kariéru ukončil v roce 1968.
Za Argentinskou reprezentací v letech 1956 až 1957 odehrál 12 utkání a vstřelil 12 branek. Zúčastnil se Copa América 1957, kde slavil zlato a vyhrál tabulku střelců (9 branek). Po přestěhování do Itálie hrál i za Italskou reprezentací, ale odehrál jen jedno přátelské utkání. I tak byl nominaci na MS 1962.
Po skončení fotbalové kariéry se stal trenérem a jeho největší úspěch bylo vítězství v Poháru osvoboditelů 1973 s klubem Independiente. Vedl i reprezentaci Kostariky v roce 1974.

## Hráčská statistika
| Sezóna  | Klub        | Liga             | Liga   | Liga | Ligové poháry | Ligové poháry | Ligové poháry | Kontinentální poháry | Kontinentální poháry | Kontinentální poháry | Celkem | Celkem |
| Sezóna  | Klub        | Soutěž           | Zápasy | Góly | Soutěž        | Zápasy        | Góly          | Soutěž               | Zápasy               | Góly                 | Zápasy | Góly   |
| ------- | ----------- | ---------------- | ------ | ---- | ------------- | ------------- | ------------- | -------------------- | -------------------- | -------------------- | ------ | ------ |
| 1954    | Racing Club | Primera División | 3      | 1    | -             | 0             | 0             | -                    | 0                    | 0                    | 3      | 1      |
| 1955    | Racing Club | Primera División | 27     | 18   | -             | 0             | 0             | -                    | 0                    | 0                    | 27     | 18     |
| 1956    | Racing Club | Primera División | 25     | 10   | -             | 0             | 0             | -                    | 0                    | 0                    | 25     | 10     |
| 1957/58 | Bologna     | Serie A          | 28     | 8    | IP            | 4             | 1             | -                    | 0                    | 0                    | 32     | 9      |
| 1958/59 | Bologna     | Serie A          | 15     | 5    | IP            | 1             | 0             | -                    | 00                   | 0                    | 16     | 5      |
| 1959/60 | Atalanta    | Serie A          | 29     | 7    | IP            | 1             | 2             | -                    | 0                    | 0                    | 30     | 10     |
| 1960/61 | Atalanta    | Serie A          | 24     | 4    | IP            | 1             | 1             | -                    | 0                    | 0                    | 25     | 5      |
| 1961/62 | Atalanta    | Serie A          | 27     | 11   | IP            | 0             | 0             | -                    | 0                    | 0                    | 27     | 11     |
| 1962/63 | Inter       | Serie A          | 15     | 4    | IP            | 2             | 2             | -                    | 0                    | 0                    | 17     | 6      |
| 1963/64 | Fiorentina  | Serie A          | 20     | 3    | IP            | 4             | 0             | -                    | 0                    | 0                    | 24     | 3      |
| 1964/65 | Fiorentina  | Serie A          | 30     | 8    | IP            | 0             | 0             | Vel.P+Stř.P          | 1+0                  | 0                    | 31     | 8      |
| 1965/66 | Fiorentina  | Serie A          | 2      | 1    | IP            | 2             | 2             | Vel.P+Stř.P          | 1+0                  | 0                    | 5      | 3      |
| 1966    | Racing Club | Primera División | 32     | 5    | -             | 0             | 0             | -                    | 0                    | 0                    | 32     | 5      |
| 1967    | Racing Club | Primera División | 23     | 5    | -             | 0             | 0             | PO                   | 17                   | 6                    | 40     | 11     |
| 1968    | Racing Club | Primera División | 29     | 3    | -             | 0             | 0             | PO+Int.P             | 3+3                  | 1+0                  | 35     | 4      |
| Celkem  | Celkem      | Celkem           | 329    | 93   | -             | 15            | 8             | -                    | 25                   | 7                    | 369    | 108    |

## Hráčské úspěchy

### Klubové
- 1× vítěz italské ligy (1962/63)
- 1× vítěz argentinské ligy (1966)
- 1× vítěz italského poháru (1965/66)
- 1× vítěz Středoevropského poháru (1966)
- 1× vítěz Poháru osvoboditelů (1967)
- 1× vítěz Interkontinentálního poháru (1967)

### Reprezentační
- 1× na CA (1957 – zlato)
- 1× na MS (1962)

### Individuální
- nejlepší střelec na CA (1957)

### Trenérské
- 1× vítěz Poháru osvoboditelů (1973)